# Kuvi (république démocratique du Congo)
Kuvi est une localité de la république démocratique du Congo, située dans la province du Bas-Congo.